# Nick Diaz
Nicholas Robert Diaz (* 2. August 1983 in Stockton, Kalifornien) ist ein US-amerikanischer MMA-Kämpfer, der unter anderem bei der Ultimate Fighting Championship (UFC), bei Strikeforce und bei Pride FC unter Vertrag stand. Er trat hauptsächlich im Weltergewicht an und ist ein früherer Weltergewicht-Strikeforce-Champion. Diaz hat einen Schwarzen Gurt in Brazilian Jiu-Jitsu unter Cesar Gracie, bei dem er seit seinem 16. Lebensjahr trainiert. Sein Bruder Nate Diaz ist ebenfalls MMA-Kämpfer.

## Leben vor der Karriere
Diaz wurde in Stockton in Kalifornien geboren und wuchs ohne seinen biologischen Vater auf. Seine Mutter brachte ihn dazu mit dem Schwimmen anzufangen. In seinem einzigen Jahr auf der High School war er Teil des Schwimmteams. Diaz ist seiner Mutter dankbar dafür, da ihm das Schwimmen zu seiner guten Cardio verholfen hat.
Zum Kampfsport kam er, da er gemobbt wurde und sich gegen seine Mobber wehren können wollte. Sein Interesse für Mixed Martial Arts kam durch Royce Gracie auf, den er damals kämpfen sah. Diaz kam über den MMA-Kämpfer Steve Heath zu Cesar Gracie und begann unter diesem zu trainieren.

## Mixed Martial Arts Karriere

### Anfänge
Sein professionelles MMA-Debüt gab er am 31. August 2001, 29 Tage nach seinem 18. Geburtstag, und besiegte in diesem Mike Wick per Triangle Choke in der ersten Runde. Schon in seinem zweiten Kampf konnte Diaz einen Titel gewinnen, indem er Chris Lytle nach Punkten um die IFC United States Welterweight Championship besiegen konnte. Daraufhin nahm er an dem King-of-the-Mountain-Turnier teil und zog nach zwei Siegen ins Finale ein. In diesem unterlag er Jeremy Jackson per TKO in der ersten Runde, womit er zu seiner ersten Niederlage kam.
Nach einem erneuten Sieg musste Diaz seine zweite Niederlage einstecken, diesmal gegen Kuniyoshi Hironaka. In seinem nächsten Kampf gewann er die WEC Welterweight Championship indem er Joe Hurley in Runde 1 zur Aufgabe zwang. Danach musste Diaz seine IFC United States Welterweight Championship gegen Jeremy Jackson, der ihn zuvor besiegt hatte, verteidigen. Diesmal konnte Diaz gewinnen und somit diese Niederlage ausgleichen, des Weiteren gewann er die IFC Americas Welterweight Championship und die ISKA-MMA Americas Welterweight Championship.

### Erster und zweiter UFC Run
Diaz wurde von Ultimate Fighting Championship unter Vertrag genommen und traf in seinem Debüt für die Organisation wieder auf Jeremy Jackson, den Diaz erneut, diesmal per Armbar in der dritten Runde bei UFC 44 am 26. September 2003, besiegen konnte. Bei UFC 47 am 2. April 2004 besiegte er Robbie Lawler per KO in der zweiten Runde. Diaz dominierte Lawler, obwohl er zuvor als Außenseiter galt. Seinen nächsten Kampf bestritt Diaz bei UFC 49 am 21. August 2004 gegen Karo Parisyan, welchen er nach Punkten verlor. Nach zwei Siegen gegen Drew Fickett und Koji Oishi verlor er am 5. November 2005 gegen Diego Sanchez nach Punkten. Nach zwei weiteren Niederlagen durch Punktentscheidung gegen Joe Riggs und Sean Sherk wurde er entlassen. Allerdings wurde Diaz nach einem weiteren Sieg nach Punkten über Ray Steinbeisser bei ICFO 1 – Stockton am 13. Mai 2006 wieder von der UFC unter Vertrag genommen. Diaz gewann die ersten beiden Kämpfe nach seiner Rückkehr. Zunächst besiegte er Josh Neer durch Aufgabe und daraufhin Gleison Tibau per TKO.

### Aufstieg außerhalb der UFC
Diaz Vertrag lief nach diesem Kampf aus und er verlängerte ihn nicht und unterschrieb stattdessen bei Gracie Fighting Championship, ein Kampf kam aber nicht zustande, woraufhin er bei Pride FC unterschrieb. Diaz gab sein Debüt für Pride am 24. Februar 2007 bei Pride 33 – Second Coming gegen Takanori Gomi im Leichtgewicht. Diaz zwang Gomi durch eine Gogoplata zur Aufgabe. Diaz wurde aber positiv auf Marihuana getestet, was dazu führte, dass die Kommission den Kampf in einen No Contest abänderte.
Am 18. September 2007 gewann er bei EliteXC – Uprising nach Punkten gegen Mike Aina. Diaz erhielt daraufhin einen Titelkampf für die EliteXC Lightweight Championship gegen KJ Noons. Noons konnte den Kampf für sich entscheiden, nachdem der Kampf aufgrund eines Cuts Diaz abgebrochen worden war. Nach diesem Kampf begann er wieder im Weltergewicht anzutreten. Seine Rückkehr zum Weltergewicht konnte er mit einem Sieg durch TKO über Katsua Inoue bei Dream FC abschließen. Diaz ließ zwei weitere Siege bei EliteXC über
Muhsin Corbbrey und Thomas Denny folgen, beide durch TKO.
Am 11. April 2009 gab er sein Strikeforce Debüt gegen Frank Shamrock im Catchweight von 179 lbs. Diaz gewann per TKO in der zweiten Runde. Sein nächster Kampf fand wieder im Catchweight statt, diesmal 180 lbs. Sein Gegner war Scott Smith, den er durch Aufgabe per Rear Naked Choke in der dritten Runde besiegte. Diaz erhielt einen Titelkampf gegen Marius Zaromskis am 30. Januar 2010 für die Strikeforce Welterweight Championship. Diaz gewann per TKO in Runde 1. Er bestritt im Mai desselben Jahres einen Kampf für Dream FC gegen Hayato Sakurai, welchen er in der ersten Runde per Armbar zur Aufgabe zwang. Diaz verteidigte seine Strikeforce Welterweight Championship am 9. Oktober 2010 gegen KJ Noons. Diesen besiegte er nach Punkten und glich somit seine Niederlage gegen Noons aus dem Jahre 2007 aus. Diaz nächste Titelverteidigung folgte gegen Evangelista Santos 29. Januar 2011. Diaz zwang Santos mit einer Armbar zur Aufgabe. Seine nächste Titelverteidigung konnte Diaz ebenfalls für sich entscheiden, indem er Paul Daley in der ersten Runde ausknockte.

### Rückkehr zur UFC
Diaz wurde von der UFC unter Vertrag genommen und sollte gegen Georges St-Pierre um dessen UFC Welterweight Championship am 29. Oktober 2011 bei UFC 137 im Hauptkampf antreten. Da er aber zu mehreren Pressekonferenzen nicht erschien, wurde ihm der Titelkampf entzogen, stattdessen sollte Carlos Condit den Kampf erhalten, durch eine Verletzung St-Pierres konnte der Kampf nicht stattfinden. Dadurch zog Diaz wieder in den Hauptkampf ein, da bereits zuvor ein Kampf gegen BJ Penn für dieselbe Veranstaltung festgesetzt wurde. Er gewann den Kampf nach Punkten und sollte wieder einen Titelkampf erhalten. Da sich St-Pierre aber erneut verletzte, wurde ein Interimstitelkampf gegen Carlos Condit festgesetzt. Der Kampf fand am 4. Februar 2012 statt und Diaz verlor nach Punkten. Später wurde er positiv auf Marihuana getestet und für sechs Monate suspendiert.
Diaz’ nächster Kampf fand am 16. März 2013 gegen den damaligen Titelträger Georges St-Pierre um die UFC Welterweightchampionship statt. Er verlor den Kampf nach Punkten.
2015 gab Diaz bei seinem bisher letzten Kampf zum dritten Mal in seiner Karriere einen positiven Dopingtest ab. Er wurde positiv auf Marihuana getestet und bis April 2018 gesperrt.

## MMA Kampfstatistik
| Ergebnis   | Rekord   | Gegner             | Methode                    | Veranstaltung                                       | Datum         | Runde | Zeit | Notiz |
| ---------- | -------- | ------------------ | -------------------------- | --------------------------------------------------- | ------------- | ----- | ---- | --- |
| Niederlage | 26-9 (1) | Georges St-Pierre  | nach Punkten               | UFC 158 – St-Pierre vs. Diaz                        | 16. März 2013 | 5     | 5:00 | für die UFC Welterweight Championship |
| Niederlage | 26-8 (1) | Carlos Condit      | nach Punkten               | UFC 143 – Diaz vs. Condit                           | 4. Feb. 2012  | 5     | 5:00 | für die UFC Interim Welterweight Championship |
| Sieg       | 26-7 (1) | BJ Penn            | nach Punkten               | UFC 137 – Penn vs. Diaz                             | 29. Okt. 2011 | 3     | 5:00 | |
| Sieg       | 25-7 (1) | Paul Daley         | KO                         | Strikeforce – Diaz vs. Daley                        | 9. Apr. 2011  | 1     | 4:57 | verteidigt die Strikeforce Welterweight Championship |
| Sieg       | 24-7 (1) | Evangelista Santos | Aufgabe (Armbar)           | Strikeforce – Diaz vs. Cyborg                       | 29. Jan. 2011 | 2     | 4:50 | verteidigt die Strikeforce Welterweight Championship |
| Sieg       | 23-7 (1) | KJ Noons           | nach Punkten               | Strikeforce – Diaz vs. Noons 2                      | 9. Okt. 2010  | 5     | 5:00 | verteidigt die Strikeforce Welterweight Championship |
| Sieg       | 22-7 (1) | Hayato Sakurai     | Aufgabe (Armbar)           | Dream 14                                            | 29. Mai 2010  | 1     | 3:54 | |
| Sieg       | 21-7 (1) | Marius Zaromskis   | TKO                        | Strikeforce – Miami                                 | 30. Jan. 2010 | 1     | 4:38 | Gewann die Strikeforce Welterweight Championship |
| Sieg       | 20-7 (1) | Scott Smith        | Aufgabe (Rear Naked Choke) | Strikeforce – Lawler vs. Shields                    | 6. Juni 2009  | 3     | 1:41 | 180lb Catchweight |
| Sieg       | 19-7 (1) | Frank Shamrock     | TKO                        | Strikeforce – Shamrock vs. Diaz                     | 11. Apr. 2009 | 2     | 3:57 | 179lb Catchweight |
| Sieg       | 18-7 (1) | Thomas Denny       | TKO                        | EliteXC – Unfinished Business                       | 26. Juli 2008 | 2     | 0:30 | |
| Sieg       | 17-7 (1) | Muhsin Corbbrey    | TKO                        | EliteXC – The Return of the King                    | 14. Juni 2008 | 3     | 3:59 | |
| Sieg       | 16-7 (1) | Katsua Inoue       | TKO                        | Dream 3 – Lightweight Grand Prix 2008 Quarterfinals | 11. Mai 2008  | 1     | 6:45 | Wieder im Weltergewicht |
| Niederlage | 15-7 (1) | KJ Noons           | TKO                        | EliteXC – Renegade                                  | 10. Nov. 2007 | 1     | 5:00 | Für die EliteXC Lightweight Championship |
| Sieg       | 15-6 (1) | Mike Aina          | nach Punkten               | EliteXC – Uprising                                  | 15. Sep. 2007 | 3     | 5:00 | |
| No Contest | 14-6 (1) | Takanori Gomi      | No Contest                 | Pride 33 – Second Coming                            | 24. Feb. 2007 | 2     | 1:46 | Kampf im Leichtgewicht. Diaz gewann per Aufgabe (Gogoplata). Kampf wurde zum No Contest da Diaz positiv auf Marijuana getestet wurde.                                   |
| Sieg       | 14-6     | Gleison Tibau      | TKO                        | UFC 65 – Bad Intentions                             | 18. Nov. 2006 | 2     | 2:27 | |
| Sieg       | 13-6     | Josh Neer          | Aufgabe (Kimura)           | UFC 62 – Liddell vs. Sobral                         | 26. Aug. 2006 | 3     | 1:42 | Submission of the Night |
| Sieg       | 12-6     | Ray Steinbeiss     | nach Punkten               | ICFO 1 – Stockton                                   | 13. Mai 2006  | 3     | 5:00 | |
| Niederlage | 11-6     | Sean Sherk         | nach Punkten               | UFC 59 – Reality Check                              | 15. Apr. 2006 | 3     | 5:00 | |
| Niederlage | 11-5     | Joe Riggs          | nach Punkten               | UFC 57 – Liddell vs. Couture 3                      | 4. Feb. 2006  | 3     | 5:00 | |
| Niederlage | 11-4     | Diego Sanchez      | nach Punkten               | The Ultimate Fighter 2 Finale                       | 5. Nov. 2005  | 3     | 5:00 | |
| Sieg       | 11-3     | Koji Oishi         | KO                         | UFC 53 – Heavy Hitters                              | 4. Juni 2005  | 1     | 1:24 | |
| Sieg       | 10-3     | Drew Fickett       | TKO                        | UFC 51 – Super Saturday                             | 5. Feb. 2005  | 1     | 4:40 | |
| Niederlage | 9-3      | Karo Parisyan      | nach Punkten               | UFC 49 – Unfinished Business                        | 21. Aug. 2004 | 3     | 5:00 | |
| Sieg       | 9-2      | Robbie Lawler      | KO                         | UFC 47 – It's On                                    | 2. Apr. 2004  | 2     | 1:31 | |
| Sieg       | 8-2      | Jeremy Jackson     | Submission (Armbar)        | UFC 44 – Undisputed                                 | 26. Sep. 2003 | 3     | 2:04 | UFC Debüt. |
| Sieg       | 7-2      | Jeremy Jackson     | TKO                        | IFC WC 18 – Big Valley Brawl                        | 19. Juli 2003 | 1     | 4:33 | Verteidigte die IFC United States Welterweight Championship. Gewann die IFC Americas Welterweight Championship. Gewann die ISKA-MMA Americas Welterweight Championship. |
| Sieg       | 6-2      | Joe Hurley         | Aufgabe (Kimura)           | WEC 6 – Return of a Legend                          | 27. März 2003 | 1     | 1:55 | Gewann die WEC Welterweight Championship. |
| Niederlage | 5-2      | Kuniyoshi Hironaka | TKO                        | Shooto – Year End Show 2002                         | 14. Dez. 2002 | 3     | 5:00 | |
| Sieg       | 5-1      | Harris Sarmiento   | TKO                        | Warriors Quest 8 – Young Guns                       | 24. Okt. 2002 | 2     | 1:47 | |
| Niederlage | 4-1      | Jeremy Jackson     | TKO                        | UA 4 – King of the Mountain                         | 28. Sep. 2002 | 1     | 0:49 | Turnier; King of the Mountain Finale. |
| Sieg       | 4-0      | Adam Lynn          | Submission (Armbar)        | UA 4 – King of the Mountain                         | 28. Sep. 2002 | 1     | 2:51 | Turnier; King of the Mountain Halbfinale. |
| Sieg       | 3-0      | Blayne Tyler       | TKO                        | UA 4 – King of the Mountain                         | 28. Sep. 2002 | 2     | 2:01 | Turnier; King of the Mountain Viertelfinale. |
| Sieg       | 2-0      | Chris Lytle        | nach Punkten               | IFC WC 17 – Warriors Challenge 17                   | 12. Juli 2002 | 3     | 5:00 | Gewann die IFC United States Welterweight Championship. |
| Sieg       | 1-0      | Mike Wick          | Aufgabe (Triangle Choke)   | IFC WC 15 – Warriors Challenge 15                   | 31. Aug. 2001 | 1     | 3:43 | |